# Laguna de Fuentes Carrionas
La laguna de Fuentes Carrionas, formada por dos lagos contiguos de origen glaciar, se encuentra situada en el norte de la provincia de Palencia (España), en el macizo de Fuentes Carrionas de la cordillera Cantábrica. Es el nacimiento oficial del río Carrión.

## Localización
Se encuentra en el término municipal de Cervera de Pisuerga, limitando al oeste con el término municipal de Velilla del Río Carrión, y al norte con el de Vega de Liébana ya en Cantabria. Se sitúa a 32 km de Guardo y 128 km de Palencia, e integrada en el parque natural de Fuentes Carrionas y Fuente Cobre-Montaña Palentina. Sus mejores accesos son desde Cardaño de Arriba o desde el puerto de San Glorio.

## Historia
Parece ser que el naturalista romano Plinio el Viejo fue el primero en citar en documento esta laguna y el nombre Carrión, que nombra también al río, en su Naturalis Historia en el pasaje:

In Carrinensi Hispaniae agro duo fontes iuxta fluunt, alter omnia respuens, alter absorbens
En el campo carrinense de Hispania fluyen, una junto a otra, dos fuentes: una de ellas arroja todo lo que se le debe y la otra lo absorbe.
Plinio, Naturalis Historia, II, 231.

refiriéndose muy probablemente al fenómeno de las dos lagunas de Fuentes Carrionas donde nace el río Carrión. Este nombre sustituye al más primitivo de Nubis.

## Descripción

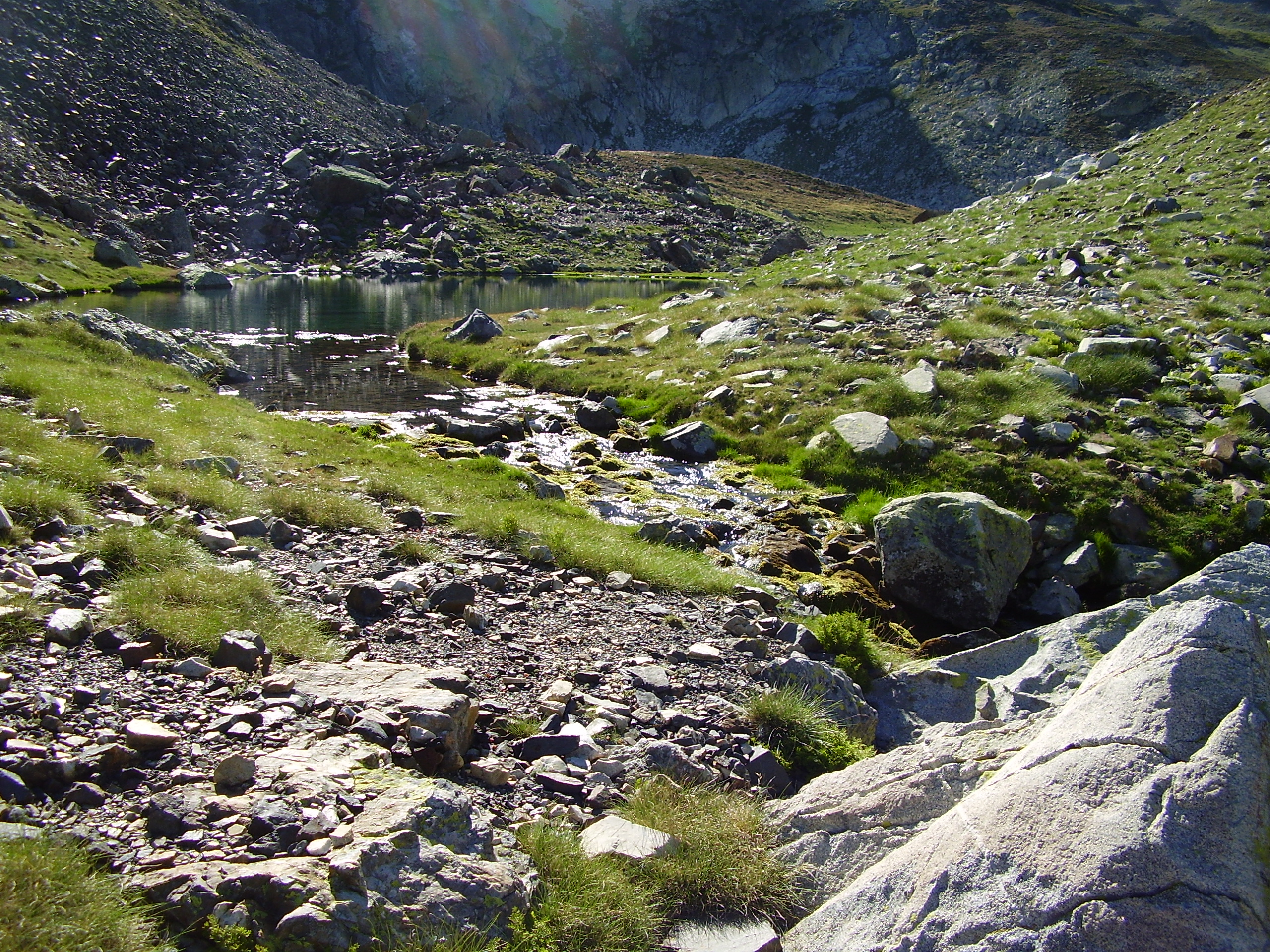
Nacimiento del río Carrión saliendo de la laguna de Fuentes Carrionas.

En el interior de un circo glaciar formado por las mayores elevaciones de la zona: Peña Prieta (2538 m),  Agujas de Cardaño (2386 m) y Mojón de Tres Provincias (2497 m), se encuentran dos lagos, el superior y más grande vierte sus aguas en la laguna inferior, de la cual parte un arroyo que se convierte en río Carrión al recibir las aguas de los arroyos y afluentes que nacen en estos montes. Su acceso hay que hacerlo a pie, o bien desde una pista que parte del puerto de San Glorio, o siguiendo una senda que parte desde Cardaño de Arriba.